# Werner Forßmann
Werner Theodor Otto Forßmann (Berlin, 1904. augusztus 29. – Schopfheim, 1979. június 1.) német orvos. 1956-ban André Cournand-nal és Dickinson Richardsszal megosztva orvostudományi Nobel-díjban részesült a szívkatéterezés technikájának kidolgozásáért.

## Tanulmányai
Werner Forßmann 1904. augusztus 29-én született Berlinben. Apja Julius Forßmann ügyvéd, anyja Emmy Hindenberg tisztviselőnő volt. Apja 1916-ban elesett az első világháborúban, a galíciai fronton. Werner a középiskolát a berlini Askanische Gymnasiumban végezte, utána pedig 1922-ben beiratkozott a Fridriech Wilhelm Egyetem orvosi szakára. 1929-ben megkapta diplomáját, és sebészrezidensként a fővároshoz közeli Eberswalde Auguste Victoria Klinikáján helyezkedett el (ma Werner Forßmann Kórház).

## Szívkatéterezési kísérlete

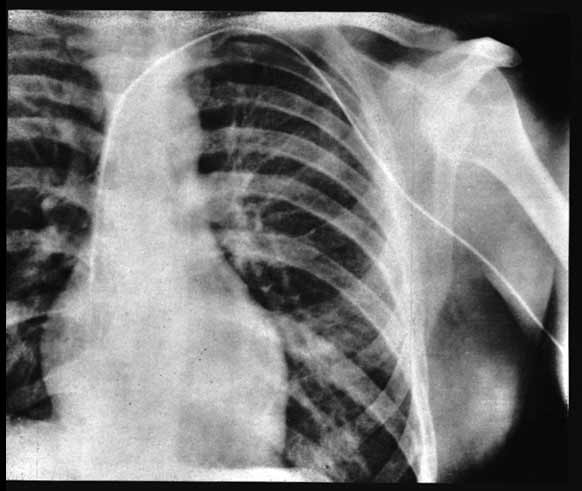
Forßmann röntgenképe a bevezetett szívkatéterrel

A 25 éves, friss-diplomás Forßmann-nak itt támadt az az ötlete, hogy ha a szívbe katétert vezetnének, akkor el lehetne kerülni a veszélyes direkt szívinjekciót, amivel egyes gyógyszereket és röntgenkontrasztanyagot juttattak be a vérkeringés központjába, valamint meg lehetne mérni a szívbeli vérnyomást is. Állatkísérletek után az egyik orvostársát rábeszélte, hogy próbálják ki a technikát saját magán, de miután egy gumicsövet 35 cm-re bejuttattak a vénájába, társa megijedt, hogy a kísérlet akár halálos is lehet és félbeszakították a procedúrát. Forßmann ezután egy nővért győzött meg a kísérletről (egyedül nem fért hozzá a szükséges felszereléshez), de nem a műtőasztalhoz szíjazott nőébe, hanem saját karjának könyökvénájába vezette be a vulkanizált gumiból készült csövet 65 cm-nyire, és amikor úgy gondolta, hogy elérte a szívet, lesétált a két emelettel lejjebb lévő röntgenlaboratóriumba, ahol felvétellel bizonyította, hogy elérte a szíve jobb pitvarát.
Az akkor még semmibe vett felfedezését jóval később kiemelkedően jutalmazták.

## Élete a második világháborúig
A klinika vezetőjének ajánlásával a berlini Charité kórház kardiológiai osztályára került, és a mainzi városi kórházban is dolgozott. Miután publikálta önkísérletét, hősködő bolondnak tartották, ráadásul plágium miatt is panaszt tettek a főnökénél, mivel korábban Ernst Unger és Fritz Bleichröder már próbálkozott hasonló technikával, de nem tudták bizonyítani, hogy elérték a szívet. 1932-ben felmondtak neki a Charitén, és inkább az urológia felé fordult, mert úgy gondolta kétes hírnevével, előmenetele a kardiológia területén nehézkes lesz. A mainzi kórházat azért kellett elhagynia, mert itt megismerkedett későbbi feleségével, Elsbet Engellel és a kórház nem engedte, hogy házaspárok együtt dolgozzanak. Így 1933-ban a berlini Rudolf Virchow Kórházban helyezkedett el. Ezután Dresden-Friedrichstadt kórházában, majd a berlini Robert Koch Kórházban a sebészeti osztály főorvosa lett.

## A világháborúban és utána
1932-ben belépett az NSDAP-be majd az SA-ba is[forrás?]. 1939-ben önként jelentkezett a Wehrmachtba, és a második világháborút katonaorvosként szolgálta végig; őrnagyi rangig jutott. A háború vége előtt nem sokkal fogságba esett, és egy amerikai fogolytáborban volt 1945 októberéig. Mint volt náci párttagot nem engedték praktizálni, így a feleségével a Fekete-erdőbe költöznek, ahol favágóként tartotta fenn magukat. 1948-ban a francia megszálló hatóság rehabilitálta, és 1950-től már újra urológusként praktizált Bad Kreuznachban. 1958-ban kinevezték a düsseldorfi Evangélikus Kórház sebészeti osztályának vezetőjévé.

## Elismerései
- 1954-ben megkapta a berlini Német Tudományos Akadémia Leibniz-érmét.
- 1956-ban André Frédéric Cournand-nal és Dickinson W. Richardsszal közösen orvostudományi Nobel-díjat kapott a szívkatéterezés technikájának kidolgozásáért.
- 1956-ban a mainzi Johannes Gutenberg Egyetem tiszteletbeli professzorává választotta.
- 1961-ben az argentin Cordobai Nemzeti Egyetem is tiszteletbeli professzorává választotta.
- 1962-től a Német Sebészeti Társaság (Deutsche Gesellschaft für Chirurgie) igazgatótanácsának tagja lett.
- Tiszteletbeli tagja lett a Svéd Kardiológia Társaságnak (Svenska Kardiologföreningen) a Német Urológiai Társaságnak (Deutsche Gesellschaft für Urologie) és a Német Gyermekjóléti Szövetségnek (Arbeitsgemeinschaft für Kinderhilfe).

## Magánélete, halála
1933-ban vette feleségül a szintén urológusdoktor Elsbet Engelt. Öt fiuk (Klaus, Knut, Jörg, Wolf-Georg és Bernd), valamint egy lányuk (Renate) született.
Nyugdíjas évei alatt írta meg önéletrajzát (Selbstversuch), amely 1972-ben jelent meg németül majd fordításban 1974-ben angolul.
1979. június 1-én Schopfheimben halt meg, szívelégtelenség következtében, 74 éves korában.